# تورویک، شهرستان پیاچنو
تورویک، شهرستان پیاچنو (به لاتین: Turowice, Piaseczno County) یک منطقهٔ مسکونی در لهستان است که در Gmina Konstancin-Jeziorna واقع شده‌است.